# 名古屋市立菊井中学校
名古屋市立菊井中学校（なごやしりつ きくいちゅうがっこう）は、愛知県名古屋市西区新道にある名古屋市立中学校。

## 沿革
- 1947年（昭和22年）4月 - 本校舎を幅下小学校内に、分教場を江西小学校内に置き、名古屋市立菊井中学校として創立される[1]。
- 1949年（昭和24年）4月 - 名古屋市立西陵商業高等学校より6教室を借用し、分教場を設置[1]。
- 1950年（昭和25年）1月 - 現在地において新校舎を竣工し、同時に江西小学校内分教場を9教室に変更[1]。
- 1974年（昭和49年）4月 - 特殊学級（難聴）を設置する[1]。
- 1994年（平成6年）4月 - からくり時計設置[1]。

### 歴代校長
年は着任年を示す
- 2015年（平成27年） - 安保章一[2]

## 生徒会活動・部活動

### 生徒会活動
- 生徒会執行部[3]
- 学級代表者会（学年リーダー会）[3]
- 生活委員会[3]
- 保健体育委員会[3]
- 図書委員会[3]
- 環境美化委員会[3]

### 部活動
- バスケットボール部（男・女）[4]
- ソフトテニス部（男・女）[4]
- 合唱部（女子）[4]
- 園芸部（男・女）[4]

## 通学区域
2015年（平成27年）3月以前は、幅下小学校・江西小学校・那古野小学校の各学区を通学区域としていたが、各校が統合されなごや小学校となったため、なごや小学校学区のみが通学区域となっている。
- 牛島町[5]
- 押切一丁目（一部）[5]
- 菊井一丁目（一部）[5]
- 菊井二丁目[5]
- 城西（一部）[5]
- 新道一丁目・同二丁目[5]
- 浅間一丁目・同二丁目（各一部）[5]
- 那古野一丁目・同二丁目[5]
- 則武新町三丁目（一部）[5]
- 幅下一丁目・同二丁目[5]
- 名駅一丁目～同三丁目[5]